# مردم‌جانورشناسی
مردم‌جانورشناسی (به انگلیسی: Ethnozoology) مطالعه روابط متقابل گذشته و حال بین فرهنگ‌های انسانی و جانوران در محیط خود است. این موضوع شامل رده‌بندی و نام‌گذاری شکل‌های گوناگون جانورشناسی، دانش فرهنگی و استفاده از جانوران وحشی و اهلی است. این یکی از زیرشاخه‌های اصلی مردم‌زیست‌شناسی است و روش‌شناسی‌ها و چارچوب‌های نظری مشترک زیادی با مردم‌گیاه‌شناسی دارد.

## جستارهای بیشتر
- انسان‌جانورشناسی